# The Pirates!
The Pirates! é uma série de cinco livros sobre as aventuras de um grupo de piratas, criada pelo autor britânico Gideon Defoe em 2004.

## Livros
1. The Pirates! In an Adventure with Scientists (2004)
2. The Pirates! in an Adventure with Whaling (2005)
3. The Pirates! in an Adventure with Communists (2006)
4. The Pirates! in an Adventure with Napoleon (2008)
5. The Pirates! in an Adventure with the Romantics (2012)

## Adaptações
Em 2012 a Aardman Animation, em parceria com a Sony Pictures Animation, produziu um filme de animação em 3D e stop motion baseado no primeiro livro da série, chamado The Pirates! In an Adventure with Scientists.